# Cazul O. J. Simpson
Cazul O. J. Simpson, caz de crimă (oficial Statul California contra lui Orenthal James Simpson) a fost un proces penal care a avut loc la Curtea Supremă din Los Angeles, în care fostului star de cinema și jucător în Liga Națională de Fotbal O. J. Simpson i s-au adus două capete de acuzare de crimă în 12 iunie 1994, și anume uciderea fostei lui soții, Nicole Brown Simpson și a unui prieten de-al ei, un chelner, Ron Goldman. Procesul a durat din 9 noiembrie 1994 până în 3 octombrie 1995, când Simpson a fost achitat. Cazul a fost descris ca fiind cel mai mediatizat proces din istoria Americii.
Simpson a angajat o echipa de apărare super calificată, care a și fost supranumită "Echipa de vis", care a fost inițial condusă de Robert Shapiro și, ulterior de Johnnie Cochran, și includea și pe F. Lee Bailey, Alan Dershowitz, Robert Kardashian, Shawn Holley, Carl E. Douglas și Gerald Uelmen, plus doi avocați specializați în probe ADN: Barry Scheck și Peter Neufeld. Procurorii lui Los Angeles County credeau că au un caz foarte bine instrumentat, dar Cochran a fost capabil să convingă jurații că există o îndoială rezonabilă privind proba de ADN (o formă relativ nouă de probe la vremea aceea) – inclusiv că ar fi dovezi că proba de sânge ar fi fost viciată, împreună cu alte probe prezentate de acuzare. Cochran și echipa de apărare au menționat, de asemenea, și abateri ale Departamentului de Poliție din Los Angeles. Celebritatea lui Simpson și lunga durată a procesului televizat au îndreptat atenția spectatorilor la nivel național cu privire la așa-numitul "proces al secolului". Până la sfârșitul procesului penal, sondaje naționale au arătat diferențe dramatice în evaluarea  vinovăției sau nevinovăției lui Simpson între cetățenii americani albi și cetățenii americani negri .
Familiile Brown și Goldman  au deschis proces împotriva lui Simpson, și pe 4 februarie 1997, juriul l-a găsit "responsabil" pentru cele două decese.  Familiilor le-au fost acordate daune compensatorii și punitive în valoare totală de 33,5 milioane de dolari.

## Precedent

### Menajul Brown–Simpson
Nicole Brown și O. J. Simpson s-au căsătorit pe 2 februarie 1985, cinci ani după retragerea lui Simpson din fotbalul profesionist. Cuplul a avut doi copii, Sydney Brooke Simpson (născut la 17 octombrie 1985) și Justin Ryan Simpson (născut la data de 6 august 1988). Căsătoria a durat șapte ani, timp în care Simpson a fost investigat de către poliție pentru violență în familie de mai multe ori și a pledat vinovat pentru violență în familie în 1989. Nicole Brown a depus actele de divorț pe 25 februarie 1992, invocând "diferențe ireconciliabile".

### Cele două crime concomitente
La 12:10 a. m. pe 12 iunie 1994, Nicole Brown Simpson și Ronald Goldman au fost găsiți uciși în condominiul lui Nicole în Brentwood , Los Angeles. Nicole Brown a fost înjunghiată de mai multe ori în cap și în gât, și avea răni defensive pe mâini. Prin rana de la gât, se vedea laringele iar vertebra C3 era secționată. Ambele victime muriseră cu mai multe ore înainte de descoperirea lor. Printre dovezi, unul dintre primii doi ofițeri veniți la fața locului, Robert Riske, a descoperit o singură mănușă însângerată.
Detectivii s-au dus la proprietatea lui Simpson, Rockingham, pentru a-l informa că fosta lui soție a fost ucisă. În spatele casei sale, au descoperit un Ford Bronco alb cu sânge și pe el. Atunci detectivul Mark Fuhrman s-a urcat pe un zid exterior și a descuiat poarta, pentru a permite altor trei detectivi să intre în imobil. Detectivii au susținut că au intrat fără un mandat de percheziție de teamă să nu fie și Simpson rănit. Simpson nu a fost prezent când detectivii au sosit dimineața devreme; el luase un avion spre Chicago târziu în noaptea precedentă. Detectivi l-au intervievat pe scurt pe Kato Kaelin, care fusese cazat în casa de oaspeți a lui Simpson. Într-o plimbare prin jur a lui Fuhrman, acesta descoperă perechea mănușii, însângerată și ea. Prin test ADN, s-a determinat că sângele de pe mănuși provenea de la ambele victime. Acest lucru—împreună cu alte date colectate în ambele locuri—a determinat emiterea unui mandat de arestare pe numele lui Simpson.

### Arestarea lui Simpson

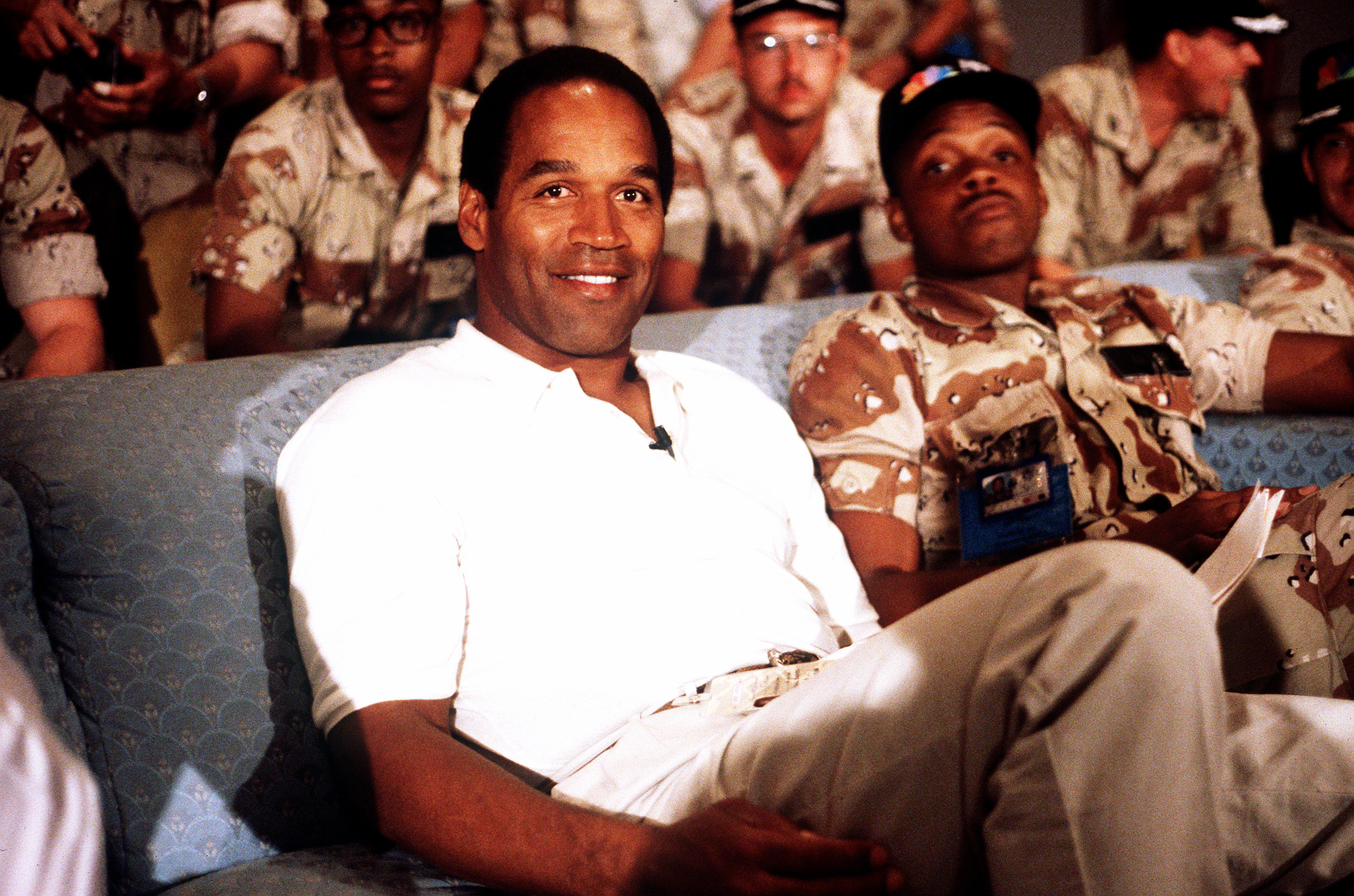
O. J. Simpson în 1990

Avocații i-au convins pe judecători să-i permită lui Simpson să se predea la ora 11 a. m. pe data de 17 iunie 1994,  chiar dacă dubla crimă elimina posibilitatea stabilirii unei cauțiuni. În plus, Simpson era pasibil de pedeapsa cu moartea pentru omor. Peste 1.000 de reporterii l-au așteptat pe Simpson la secția de poliție, dar el nu a mai apărut. La 2 p. m., Poliția din Los Angeles a emis un mandat general de urmărire. La ora 5 p. m., Robert Kardashian, un prieten de-al lui Simpson și unul dintre avocații apărării, a citit o scrisoare a lui Simpson pentru mass-media. În scrisoare Simpson a trimis salutări celor 24 de prieteni și a scris: "În primul rând, toată lumea înțelege că nu am avut nimic de-a face cu uciderea lui Nicole... Nu mă compătimiți. Am avut o viață minunată." Pentru mulți, acest lucru suna ca un bilet de adio înainte de sinucidere, iar reporterii    s-au alăturat căutării lui Simpson. Potrivit avocatului lui Simpson, Robert Shapiro, de asemenea prezent la conferința de presă a lui Kardashian, psihiatrii lui Simpson au fost de acord cu interpretarea bilețelului de adio. Prin intermediul televiziunii, Shapiro a apelat la Simpson să se predea.
În jurul orei 6:20 p. m., un automobilist din Orange County l-a văzut pe Simpson într-un  Ford Bronco alb, condus de un vechi prieten, Al Cowlings, și a anunțat poliția. Poliția a urmărit apoi apelurile lui Simpson de pe telefonul său mobil. La 6:45 p. m., un ofițer de poliție a văzut mașina, mergând spre nord pe Autostrada 405. Când ofițerul a abordat Fordul Bronco cu sirenele pornite, Al Cowlings a strigat că Simpson era pe bancheta din spate a vehiculului și că îndrepta o armă spre capul lui. Ofițerul s-a retras, dar a urmărit vehiculul cu 35 mile pe oră (56 km/h), urmat de alte 20 de mașini de poliție. 
În cele din urmă peste 9 elicoptere s-au alăturat urmăririi; a fost și un grad ridicat de participare a mass-mediei. Postul de Radio KNX , de asemenea, a furnizat în direct urmărirea. Crainicul sportiv Pete Arbogast de la USC și producătorul radio Oran Sampson l-au contactat pe fostul antrenor USC John McKay să intre în direct și să-l îndemne pe Simpson să pună capăt fugii. McKay a fost de acord și i-a cerut lui Simpson să tragă pe stânga și să se predea în loc să se sinucidă. Detectivul de la LAPD, Tom Lange, care anterior îl intervievase pe Simpson despre crimele din 13 iunie, și-a dat seama că avea  numărul de telefon celular al lui Simpson și l-a sunat în mod repetat. Un coleg a prins un reportofon la  telefonul lui Lange și interceptat o conversație între Lange și Simpson în care Lange în mod repetat l-a îndemnat pe Simpson "să arunce arma pe geamul mașinii" de dragul mamei sale și a copiilor săi. Simpson și-a cerut scuze pentru că nu s-a predat în cursul zilei și a răspuns că el a fost "singurul care a meritat să fie rănit" și că "doar urma să meargă cu Nicole." Al Cowlings poate fi auzit pe înregistrare (după ce Fordul Bronco-ul a ajuns la Simpson acasă înconjurat de poliție) rugându-l pe Simpson să se predea și să pună capăt urmăririi în mod pașnic.
Toate cele Trei Mari rețele de televiziune și CNN-ul precum și presa locală au întrerupt programul obișnuit, cu 95 de milioane de telespectatori la nivel national. în Timp ce NBC a continuat să dea Partida 5 din Finala NBA dintre New York Knicks și Houston Rockets la Madison Square Garden, însă jocul a apărut într-o casetă mică în colțul ecranului, în timp ce Tom Brokaw prezenta urmărirea.Urmărirea a fost transmisă în direct de către prezentatorii de la ABC News, Peter Jennings și Barbara Walters, care au realizat unul dintre cele mai mari ratinguri în acea săptămână. Domino ' s Pizza a declarat că a livrat pizza ca în duminica Super Bowl-ului.
Mii de spectatori și privitori în grupuri mari se adunau pe pasarelele și podurile din calea procesiunii în așteptarea Fordului alb. Într-o atmosferă ca de festival, mulți făceau semne îndemnându-l pe Simpson să fugă. Ei și milioanele de telespectatori ai urmăririi s-au simțit parte a unei "experiențe  emoționale comune "; un autor a scris, că "se întrebau dacă O. J. Simpson se va sinucide, va evada, va fi arestat, sau se va angaja într-un fel de confruntare violentă. Oricare ar fi fost rezultatul, aventura împărtășită de milioane de telespectatori a creat un interes legitim, un sentiment de participare, sentimentul implicării active într-o dramă națională."
Simpson, potrivit surselor, a cerut să i se permită să vorbească cu mama lui, înainte de a se preda. Urmărirea s-a încheiat la 8:00 p. m. la casa din Brentwood. Jason, fiul său, a fugit afară din casă, "gesticulând nebunește." După ce a rămas în Bronco aproximativ 45 de minute, lui Simpson i s-a permis să meargă în casă pentru aproximativ o oră; un purtător de cuvânt al poliției a declarat că Simpson vorbit cu mama lui și a băut un pahar de suc de portocale, ceea ce a stârnit râsete în rândul reporterilor. Avocatul Shapiro a sosit și Simpson s-a predat autorităților câteva minute mai târziu. În Fordul Bronco poliția a găsit "8.000 de dolari în numerar, haine de schimb, un Magnum încărcat, un pașaport, fotografii de familie, și o barbă și mustață false." Nici filmul urmăririi Fordului, nici obiectele găsite nu au fost exhibate ca probe la proces.

## Procesul
Pe 20 iunie, Simpson a fost acuzat și a pledat nevinovat la ambele acuzații de crimă. Cum era de așteptat, judecătorul a ordonat ca Simpson să stea în arest fără posibilitatea eliberării pe cauțiune. În ziua următoare, un juriu extinsa fost numit pentru a hotărî dacă să-l acuze pentru două crime. Două zile mai târziu, pe 23 iunie, juriul a fost demis ca urmare a excesivei prezențe a mass-mediei, ceea ce i-ar fi putut influența neutralitatea. Jill Shively, un rezident din Brentwood, care a declarat că l-a văzut pe Simpson circulând cu viteză departe de zona casei lui Nicole în noaptea crimelor, a mărturisit juraților că un Ford Bronco alb aproape s-a ciocnit cu un Nissan la intersecția dintre Bundy și Bulevardul San Vicente. Un alt martor, José Camacho, era un vânzător de cuțite de la Ross Cutlery care a susținut că, cu trei săptămâni înainte de săvârșirea crimelor, i-a vândut lui Simpson un cuțit german de 15-inch (380 mm), cuțit similar cu arma crimei . Shively și Camacho nu au fost prezentați de către partea acuzării în procesul penal, din cauză că au vândut relatări pentru presa de scandal. Shively a vorbit la emisiunea Hard Copy de 5.000 de dolari, iar Camacho și-a vândut povestea la National Enquirer pentru 12.500 de dolari.
 După o săptămână de deliberări, judecătoarea Kathleen Kennedy-Powell de la Curtea Superioară din California  a decis pe 7 iulie, că există probe suficiente pentru ca Simpson  să fie judecat pentru crime. La a doua trimitere în judecată pe 22 iulie, când a fost întrebat cum pledează pentru crime, Simpson, încălcând practica judiciară care spune că inculpatul poate invoca folosind doar cuvintele "vinovat" sau "nevinovat", a declarat ferm: "Sigur, sută la sută, nevinovat."

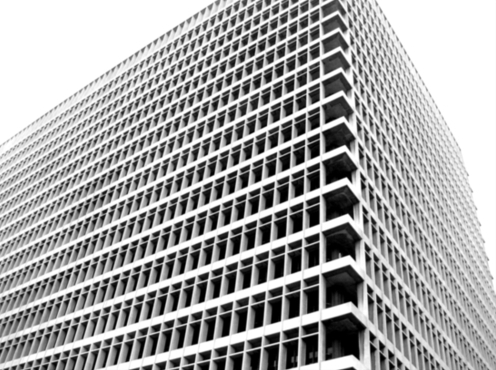
C. S. Foltz Tribunalului

Anchetatorul principal al crimelor a fost detectivul veteran de la LAPD, Tom Lange. În 1995, procesul penal al lui O. J. Simpson a fost televizat timp de 134 de zile. Acuzarea a ales să nu ceară pedeapsa cu moartea, în schimb, a solicitat o condamnare pe viață. Televizarea procesului i-a făcut celebri pe mulți dintre actorii acestui proces, inclusiv pe președintele completului de judecată, Lance Ito.
Televizat de Court TV și de rețeaua de canale de știri, procesul a început pe 24 ianuarie 1995. Procurorul Christopher Darden a susținut că Simpson și-a ucis fosta soție, într-un acces de gelozie. Procuratura a deschis cazul cu un apel telefonic la 911, apel pe care Nicole Brown Simpson l-a făcut la 1 ianuarie 1989. Ea își exprima teama că Simpson ar putea să o rănească fizic,  în fundal putând fi auzit Simpson cum strigă la ea. Acuzarea a prezentat, de asemenea, zeci de martori experți în diferite tipuri de probe (Adn, urme de sânge, urmele de pantofi etc.) pentru a-l plasa pe Simpson la locul crimei.
Acuzarea a prezentat timp de câteva săptămâni la rând probe care arătau că Simpson abuzat-o fizic de nenumărate ori pe soția sa Nicole. Avocatul lui Simpson, Alan Dershowitz, a susținut că doar o mică parte din femeile abuzate de către soții lor sunt ucise.
Dezbaterile au intrat încetul cu încetul, și asta în fața a milioane de telespectatori, pe făgașul unui tipic: nesfârșite întreruperi de o parte și de alta și chemarea "deoparte" de către judecător a celor două părți.  

## Juriul
Conform rapoartelor mass-media, procurorul Marsha Clark a crezut că femeile, indiferent de rasă, ar simpatiza cu victimele violenței domestice. Pe de altă parte, apărarea lui de cercetare a sugerat că femeile, în general, au mai multe șanse de a-l achita decât bărbații, că membrii juriului nu au răspuns bine la Clark combativ stil de litigii. Apărarea a speculat, de asemenea, că femeile de culoare nu ar fi la fel de simpatic ca femeile albe victimei. Ambele părți au acceptat un număr disproporționat de sex feminin jurați. De la un original juriul de 40% white, 28% negru, 17% Hispanici, și 15% din Asia, juriul final pentru proces a avut 10 femei și doi bărbați, dintre care au fost nouă persoane de culoare, doi oameni albi, și o persoană hispanică.

## Descrierea faptelor făcută de acuzare
Chiar și cu nicio armă a crimei și fără martori la crime, procurorii credeau că au un caz solid.  Susținută cu dovezi ADN, se aștepta o condamnare. Prin probele colectate, acuzarea a susținut că Simpson a mers cu mașina acasă la Nicole Brown în seara zilei de 12 iunie, cu intenția de a o ucide. Ei au susținut că Nicole Brown, după ce și-a culcat cei doi copii și în timp ce se pregătea să meargă și ea la culcare, a deschis ușa casei, fie răspunzând la o bătaie la ușa din față sau auzind un zgomot afară, când brusc Simpson a înșfăcat-o înainte ca ea să țipe și a atacat-o cu un cuțit. Alte probe au sugerat că Ron Goldman, ajuns la poarta dinspre primărie probabil în timpul atacului asupra lui Nicole, a fost atacat și el, criminalul înjunghiindu-l în mod repetat, în gât și în piept, în timp ce cu celălalt braț îl strângea de gât. Potrivit raportului procuraturii, în timp ce Nicole Brown se găsea întinsă cu fața în jos, agresorul, după ce a terminat cu Goldman, i-a dat acesteia capul pe spate, trăgând de păr și, punând piciorul pe spatele victimei, după care i-a tăiat gâtul cu cuțitul, secționându-i artera carotidă. Apoi au susținut că Simpson a lăsat o "dâră de sânge" de la apartament până la aleea din spatele blocului; exista, de asemenea, proba a trei picături de sânge de-ale lui Simpson găsite pe aleea spre poarta casei lui din Rockingham Disk.
Potrivit procuraturii, Simpson a fost văzut ultima dată în public la 9:36 p. m. în seara când s-a întors la poarta din față a casei sale cu Brian "Kato" Kaelin, un actor și prieten de familie care a locuit cu Nicole
 până când i s-a dat spre utilizare casa de oaspeți a lui Simpson. Simpson nu a mai fost văzut până la 10:54 p. m., o oră și 18 minute mai târziu, când a ieșit pe ușa din față a casei sale unde-l aștepta un taxi chemat să-l ducă la Aeroportul Internațional din Los Angeles (LAX) pentru a zbura la o Convenție Hertz la Chicago. Atât apărarea cât și acuzarea au fost de acord că crimele au avut loc între orele 10:15 și 10:40 p. m., acuzarea spunând că Simpson a condus Fordul alb Bronco cinci minute spre și de la locul crimei. Au prezentat un martor din zona Bundy Drive care a văzut o mașină similară cu a lui Simpson îndepărtându-se cu viteză de zonă la 10:35 p. m.
Inițial, Simpson a pretins că el dormea în momentul crimei după care a dat alte depoziții, diferite. Potrivit avocatului apărării, Johnnie Cochran, Simpson nu a plecat nicio clipă de acasă în acea noapte și că era singur în casă, pregătindu-și lucrurile pentru călătoria la Chicago. Cochran a susținut că Simpson a ieșit afară prin ușa din spate să trimită câteva mingi de golf în lada cu nisip a copiilor în grădina din față, dintre care una sau mai multe au izbit peretele bungalowlui lui Kaelin. Cochran a adus un potențial martor al alibiului, pe Rosa Lopez, o menajeră spaniolă din vecini  care a depus mărturie că l-a văzut pe Simpson parcându-și mașina în fața casei sale, la momentul crimelor. Dar mărturia lui Lopez ,
 care nu a fost prezentată juriului, a fost tras în afară eliminată, întrucât Lopez a fost forțată să recunoască faptul că ea nu putea fi sigură de ora exactă la care l-a văzut pe Simpson cu Fordul alb în fața casei sale.
Apărarea a încercat ulterior să pretindă că Simpson nu a fost capabil fizic de a efectua crime, având în vedere că Goldman era un tânăr puternic care s-a luptat cu înverșunare cu atacatorul. Simpson avea 46 de ani, era un fost jucător de fotbal cu artrita cronică, care i-au lăsat cicatrici pe genunchi. Dar Clark a adus ca probă un video în care Simpson făcea exerciții fizice cu câteva luni înainte de crime intitulat O. J. Simpson întreținere minimă: fitness pentru bărbați care a arătat că, în ciuda unor probleme fizice, Simpson numai lipsit de vlagă nu era.
Procurorii au chemat-o, de asemenea, pe sora Nicolei Brown, pe Denise ca martor; aceasta, toată în lacrimi, a mărturisit că, în mai multe rânduri, în anii 80, ea a asistat cum Simpson o ridica pe soția lui și o arunca de perete, apoi o scotea afară din casă după ceartă. Mărturia ei a fost punctată de o rafală de obiecții ale apărării și de chemări deoparte de către judecător.
Apoi procurorii s-au întors la evenimentele din seara de 12 iunie 1994, despre care Karen Lee Crawford, manager al restaurantului  Mezzaluna unde a mâncat Nicole în acea duminică noapte, a fost chemat să depună mărturie. El a povestit că mama lui Nicole a sunat la restaurant la ora 9:37 p. m. spunând că și-a pierdut ochelarii; Crawford i-a găsit și i-a pus într-un plic alb, iar chelnerul Goldman a plecat de la restaurant după tura de noapte. El a plecat de la restaurant la ora 9:50 p. m., pentru a o conduce la locuința sa pe Nicole Brown.